# Titus Quinctius Capitolinus Barbatus (consul in 421 v.Chr.)
Titus Quinctius Capitolinus Barbatus was een Romeins politicus, die in 421 v.Chr. consul van de Romeinse Republiek was.
Quinctius was lid van de gens Quintia, een van de oudste patricische families in Rome. Het cognomen Capitolinus verwijst naar de Capitolijn, de belangrijkste van de zeven heuvels van Rome, waar de familie destijds woonde.
Hij was de zoon van zesvoudig consul Titus Quinctius Capitolinus Barbatus en de neef van consul en tweevoudig dictator Lucius Quinctius Cincinnatus. Quinctius werd in 421 v.Chr. tot consul gekozen. Zijn medeconsul was Numerius Fabius Vibulanus.